# Глушич, Георгий
Гео́ргий Глу́шич (22 декабря 1972 — 199?) — советский и российский футболист, полузащитник и нападающий.

## Карьера
В 16 лет был на просмотре в минском «Динамо». В 1990 году выступал за МЦОП из Краснодара и «Кубань» из Бараниковского, за которую сыграл 8 матчей во второй низшей лиге СССР. В 1991 году провёл в том же турнире 7 встреч в составе армавирского «Торпедо», а также выступал за павловский «Колос», в 11 играх за который отметился 3 голами. В 1992 году перешёл в актюбинский «Актюбинец», в составе которого провёл два матча в высшей лиге Казахстана. В 1995 году играл за любительский клуб «Торпедо-ГАЗ» из Краснодара.
Трагически погиб.